# Ратовка
Ратовка — упразднённая деревня в Новоспасском районе Ульяновской области России. На момент упразднения входила в состав Красносельского сельского поселения.

## География
Деревня находилась на правом берегу реки Балашейка, в 5,5 км к северу от посёлка Красносельск и в 24 км к северо-востоку от районного центра.

## История
В 1913 в русском селе Ратовка было 104 двора, а также церковь и школа. Село входило в состав Сызранского уезда Симбирской губернии.
Исключена из учётных данных в 2002 году постановлением заксобрания Ульяновской области от 10.12.2002 г. № 066-ЗО

## Население
В 1913 году в селе проживало 1074 человека. С 1996 года в деревне отсутствовало постоянное население.